# 滚落线
在山地自行车和高山滑雪等项目中，滚落线是指由山顶至山脚下最短的下落轨迹，即一个球体在重力作用下，沿山体作自由下落运动时产生的轨迹。山地自行车运动员会尽量减少横向移动，并尽量沿滚落线方向下降。滑雪运动员会在滚落线两侧做摆动滑行。在数学概念中，滚落线与梯度线方向相反，与轮廓线垂直。